# Mycetagroicus triangularis
Mycetagroicus triangularis is een mierensoort uit de onderfamilie van de Myrmicinae. De wetenschappelijke naam van de soort is voor het eerst geldig gepubliceerd in 2001 door Brandão & Mayhé-Nunes.